# Les Diablogues
Les Diablogues sont de courtes pièces de théâtre de Roland Dubillard.
En 1953, Dubillard joue quotidiennement dans des sketches radiophoniques qu'il écrit à la demande de Jean Tardieu : Grégoire et Amédée. Par la suite, il adapte pour la scène ces dialogues absurdes sous le titre Les Diablogues en 1975. Devant le succès de ces petites pièces à l'humour déroutant et loufoque, il écrit en 1987 Les nouveaux diablogues.
- Le Gobe-douille et autres diablogues :
- Le Tilbury
- Monstres sacrés
- Les Voisins
- L'Itinéraire
- Marée montante
- Nostalgie
- Le Ping-pong
- Les Informations
- Dialogue puéril
- C'est pour demain
- Le Malaise de Georges
- Au restaurant
- Dialogue sur un palier
- Bon sens ne peut mentir
- Tragédie classique
- Le Suicide de Georges
- Le Compte-gouttes
- Le Concert
- La Leçon de piano

## Mises en scène
- 1975 : avec Jacques Seiler et Marc Dudicourt.
- 1975 : mise en scène de Jeannette Hubert au Théâtre de la Michodière à Paris avec Roland Dubillard et Claude Piéplu.
- 1994 : mise en scène d'Anne Bourgeois en tournée avec Anne Bourgeois.
- 2007 : mise en scène d'Anne Bourgeois au Théâtre du Rond-Point à Paris avec François Morel et Jacques Gamblin. Dossier pédagogique réalisé par le Centre Régional de Documentation Pédagogique et le Théâtre du Rond-Point disponible sur le site de la collection Pièce (dé)montée.
- 2008 : mise en scène de Daniel Hakier au Théâtre de l'Étuve à Liège avec Caroline Lemaire, Pauline Paulus et Roland Dechambre.
- 2009 : mise en scène de Jean-Michel Ribes au Théâtre Marigny avec Muriel Robin et Annie Grégorio.
- 2010 : mise en scène de Thomas Le Calvez et Laurie Dufour au Théâtre de la Chap'L à Concarneau (29) avec Thomas Le Calvez et Laurie Dufour.
- 2010 : mise en scène de Bruno Tanguy (Ploum-Pudding) à Ploumoguer avec Jacques Delbecke et Bruno Tanguy.
- 2010 : mise en scène d'Anouche Setbon au Théâtre la Luna à Avignon du 08 au 31 juillet avec Serena Reinaldi et Alain Bouzigues.
- 2010 : mise en scène collective (Compagnie du Lointain) au Théâtre d'Alençon en septembre 2010 avec Luc Churin et Alain Mégissier.
- 2014 : mise en scène d'Anne Bourgeois au Théâtre du Palais-Royal à Paris avec Michel Galabru et Martin Lamotte.
- 2015 : mise en scène de Jean-Claude Robbe en tournée avec François Brincourt et Jean-Claude de Goros[1].
- 2016 : mise en scène de Denis Marleau au Théâtre du Rideau Vert à Montréal avec Sylvie Léonard et Carl Béchard.
- 2018 : mise en scène d'Igor Otcha au Théâtre du Gymnase à Paris avec Didier Vinson et Igor Otcha.
- 2021 : mise en scène de Cyprien Chevillard (Compagnie Again! Productions) au Théâtre de Nesle à Paris avec Cyprien Chevillard et Ian Parizot.
- 2023 : André Dussollier repend plusieurs textes des Diablogues dans son spectacle Sens Dessus Dessous[2] au théâtre des Bouffes-Parisiens puis au théâtre Marigny.

La mise en scène d'Anne Bourgeois, au théâtre du Rond-Point à Paris, avec François Morel et Jacques Gamblin a été filmée par la COPAT (réalisation Jean-Michel Ribes) et diffusée sur France 2 en 2011.